# Pierre-Alexandre Rousseau
Pour les articles homonymes, voir Rousseau.
Pierre-Alexandre Rousseau, né le 6 octobre 1979 à Drummondville au Québec, est un skieur acrobatique canadien. Il a gagné l'épreuve des bosses masculine aux Championnats du monde de ski acrobatique 2007 à Madonna di Campiglio. Notamment lors des jeux olympiques d'hiver de 2014, il a agi en tant qu'analyste du ski de bosses pour la chaîne TVA Sports.

## Palmarès

### Jeux olympiques
| Épreuve / Édition | Vancouver 2010 |
| Bosses            | 5e             |

### Championnats du monde
- Championnats du monde de 2007 à Madonna di Campiglio (Italie) :
  -  Médaille d'or sur l'épreuve des bosses

### Coupe du monde
- 4 victoires en Coupe du monde (Mont Tremblant 2003, Madarao 2003, Tignes 2007, Méribel 2008)
- 23 podiums en carrière

Palmarès au 23 janvier 2011